# Мустафа Хукић
Мустафа Хукић Хука (Тузла, 6. фебруар 1951 — Лукавац, 7. август 1999) био је југословенски и босанскохерцеговачки фудбалер и фудбалски тренер.

## Биографија и каријера
Каријеру је започео у омладинском тиму Слободе Тузла 1960. а од 1969. године почео да игра професионално. У првом тиму Слободе из Тузле био је од 1969. до 1978. године и за то време на 281 утакмици постигао је 25 голова.  Био је један од најбољих фудбалера у историји Слободе. Од средине 1978. године играо је за Осијек на 78 утакмица, где је постигао 13 голова. Након тога одлази у Сједињене Америчке Државе где 1981. године игра за Сан Хозе ертквејксе на 12 утакмица уз 1 постигнут гол, а наредне године за Адану Демирспор. Године 1983. враћа се у тузланску Слободу где игра на 21 утакмици и пензионише се 1985. године.
За репрезентацију Југославије наступао је на пет утакмица. Дебитовао је 30. јануара 1977. године у Боготи на мечу против селекције Колумбије, а последњи наступ за Југославију имао је 3. јула 1977. године у Буенос Ајресу, на утакмици против репрезентације Аргентине.
Након завршетка фудбалске каријере био је шеф стручног штаба Слободе из Тузле и помоћник селектора Босне и Херцеговине Фуада Музуровића.
Погинуо је 7. августа 1999. године у месту Деветак код Лукавца у саобраћајној несрећи.
У близини СКПЦ Мејдан у Тузли налази се улица која носи име по њему. Након његове смрти, једно време организован је Меморијални турнир „Мустафа Хукић Хука“.

## Трофеји
Осијек
- Друга савезна лига Југославије: 1980/81.

Слобода Тузла
- Интертото куп: 1983